# Gorka González
Pour les articles homonymes, voir González.
Gorka González Larrañaga, né le 28 septembre 1977 à Zarautz, est un coureur cycliste espagnol, membre de l'équipe Euskaltel-Euskadi de 2001 à 2006.

## Palmarès

### Palmarès amateur
- 1998
  - Andra Mari Sari Nagusia
- 1999
  - Champion du Guipuscoa du contre-la-montre
  - Tour du Goierri
  - 2e du Tour de Palencia
  - 3e de la San Martín Proba
- 2000
  - Vainqueur du Torneo Euskaldun
  - Trophée Eusebio Vélez
  - Lazkaoko Proba
  - Trofeo de Villava
  - Circuito Aiala
  - San Bartolomé Saria
  - Premio Lakuntza
  - Gurutze Deuna Saria
  - 2e du Trophée Guerrita
  - 2e du Tour d'Alava[1]
  - 2e du Mémorial José María Anza
  - 3e du Xanisteban Saria

### Palmarès professionnel
- 2003
  - 5e étape du Tour de Burgos
  - 2e du Trofeo Calvia

## Résultats sur les grands tours

### Tour de France
1 participation
- 2002 : hors délais (12e étape)

### Tour d'Espagne
2 participations
- 2003 : 38e
- 2005 : 42e